# Kirche Ilten

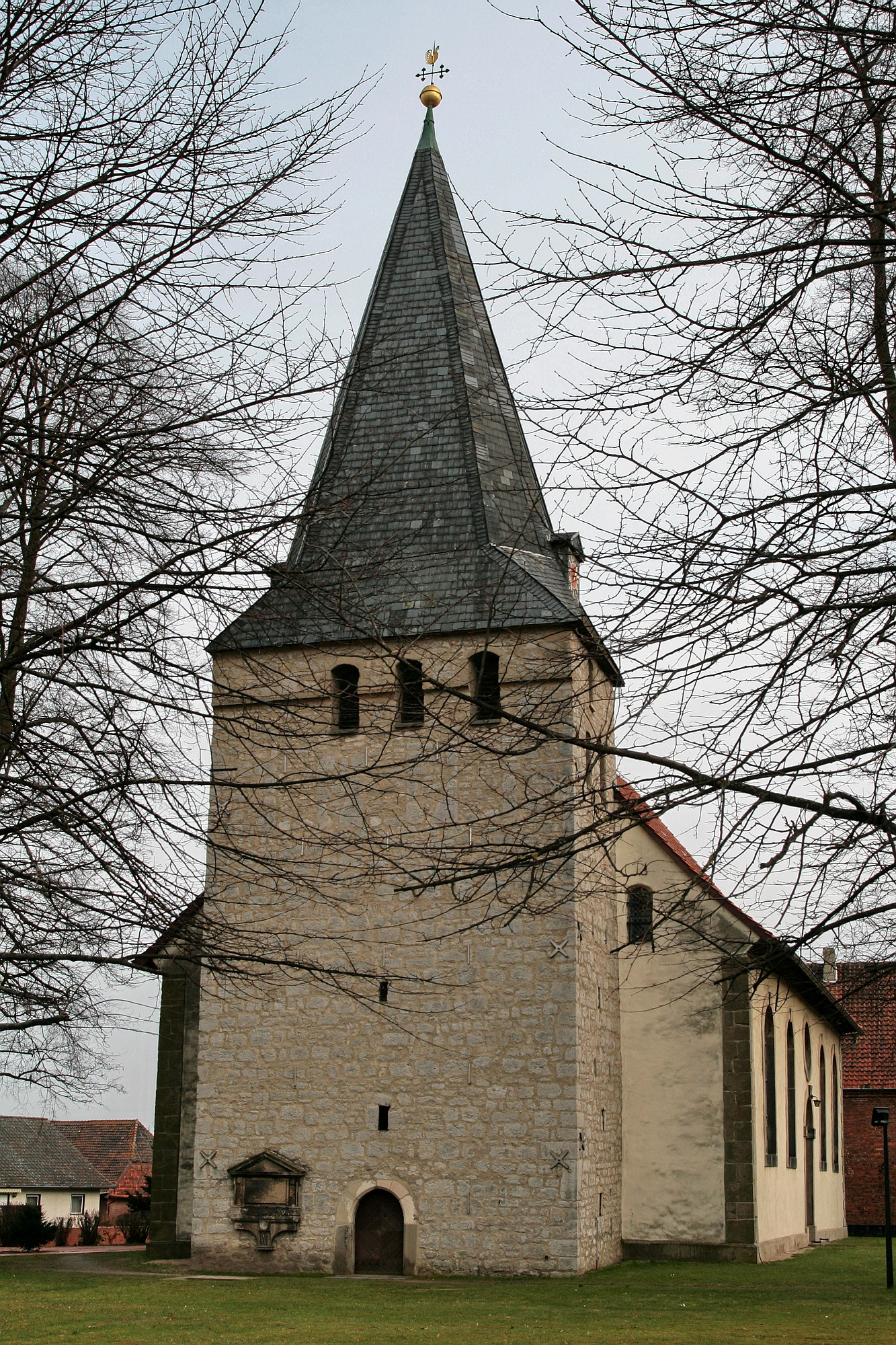
Kirche Ilten

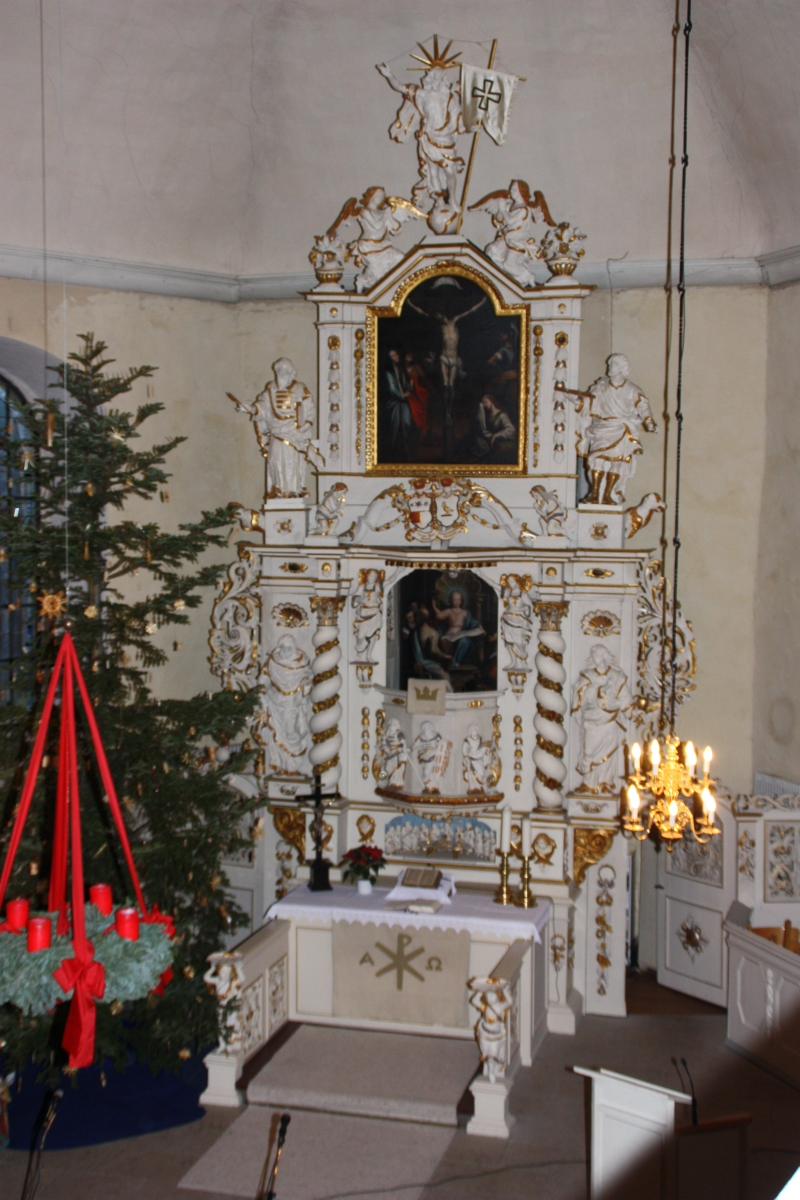
Altar der Kirche Ilten

Die evangelisch-lutherische denkmalgeschützte Kirche Ilten steht in Ilten, einem Ortsteil der Stadt Sehnde in der Region Hannover in Niedersachsen. Die Kirchengemeinde gehört zum Kirchenkreis Burgdorf im Sprengel Hannover der Evangelisch-lutherischen Landeskirche Hannovers.

## Beschreibung
Die verputzte romanische Saalkirche aus Bruchsteinen hat einen dreiseitige Abschluss des Chors und einen querrechteckigen Kirchturm im Westen, der um 1200 aus großteilig gebrochenem Kalkstein mit unterschiedlich dimensionierten Ecksteinen gebaut wurde. Seine rundbogigen Klangarkaden im Norden und Süden sind durch Säulen mit verwitterten Würfelkapitellen geteilt. Das Langhaus und der Chor sind ebenfalls im Kern mittelalterlich, aber durch die Barockisierung von 1722 bis 1723 geprägt, bei der große Bogenfenster und über dem Portal im Süden ein Okulus eingefügt wurden. 
Der Innenraum ist barock gestaltet. Sein Muldengewölbe hat eine Deckenmalerei über Christi Himmelfahrt, entstanden 1731. Die U-förmigen, sich zum Chor trapezartig weitenden Emporen wurden auf hölzernen Säulen eingebaut. Ihre Brüstungen sind mit Szenen aus dem Leben von Jesus Christus bemalt. Den aufwendig gestalteten zweigeschossigen Kanzelaltar mit vollplastischen biblischen und allegorischen Figuren schuf Ernst Dietrich Bartels. Unter der Kanzel ist krippenspielartig ein Abendmahl Jesu arrangiert. Der Kanzelkorb wird von gedrehten korinthischen Säulen flankiert. Im Hintergrund der Kanzelöffnung ist ein Bild des zwölfjährigen Jesus im Tempel, im Altarauszug eine Tafel mit der Kreuzigung, als Bekrönung eine Skulptur des von Engeln umgebenen Auferstandenen. An den Stirnseiten der Chorschranken steht je ein Putto. 
Die erste Orgel wurde 1661 von Jonas Weigel gebaut. Sie wurde 1728 von Christian Vater ersetzt durch eine, die 16 Register hat, verteilt auf zwei Manuale und Pedal. 1864 wurde sie von Henrich Vieth umgebaut und später von Rudolf von Beckerath restauriert.